# Lapeyrère
Pour les articles homonymes, voir Lapeyrère (homonymie).
Lapeyrère est une commune française située dans le centre du département de la Haute-Garonne en région Occitanie.
Sur le plan historique et culturel, la commune est dans le Volvestre, constitué des vallées de l'Arize et du Volp, proche de la vallée de la Garonne, situé au sud de Toulouse et en partie nord du Couserans. Exposée à un climat océanique altéré, elle est drainée par l'Aunat, le Camedon et par divers autres petits cours d'eau.
Lapeyrère est une commune rurale qui compte 59 habitants en 2022, après avoir connu un pic de population de 343 habitants en 1841. Elle fait partie de l'aire d'attraction de Toulouse. Ses habitants sont appelés les Peyrérois ou  Peyréroises.

## Géographie

### Localisation
La commune de Lapeyrère se trouve dans le département de la Haute-Garonne, en région Occitanie.
Elle se situe à 45 km à vol d'oiseau de Toulouse, préfecture du département, à 28 km de Muret, sous-préfecture, et à 21 km d'Auterive, bureau centralisateur du canton d'Auterive dont dépend la commune depuis 2015 pour les élections départementales.
La commune fait en outre partie du bassin de vie de Montesquieu-Volvestre.
Les communes les plus proches sont : 
Canens (1,7 km), Méras (2,7 km), Latour (2,8 km), Bax (3,1 km), Loubaut (3,1 km), Sieuras (3,2 km), Castagnac (3,9 km), Castex (4,5 km).
Sur le plan historique et culturel, Lapeyrère fait partie du Volvestre, constitué des vallées de l'Arize et du Volp, proche de la vallée de la Garonne, situé au sud de Toulouse et en partie nord du Couserans.
Lapeyrère est limitrophe de six autres communes dont trois dans le département de l'Ariège.
Les communes limitrophes sont Méras, Sieuras, Sainte-Suzanne, Bax, Canens et Latour.
|        | Bax            | Canens                  |
| Latour | Lapeyrère      | Sainte-Suzanne (Ariège) |
|        | Méras (Ariège) | Sieuras (Ariège)        |

### Géologie et relief
La superficie de la commune est de 630 hectares ; son altitude varie de 271  à   394 mètres.

### Hydrographie

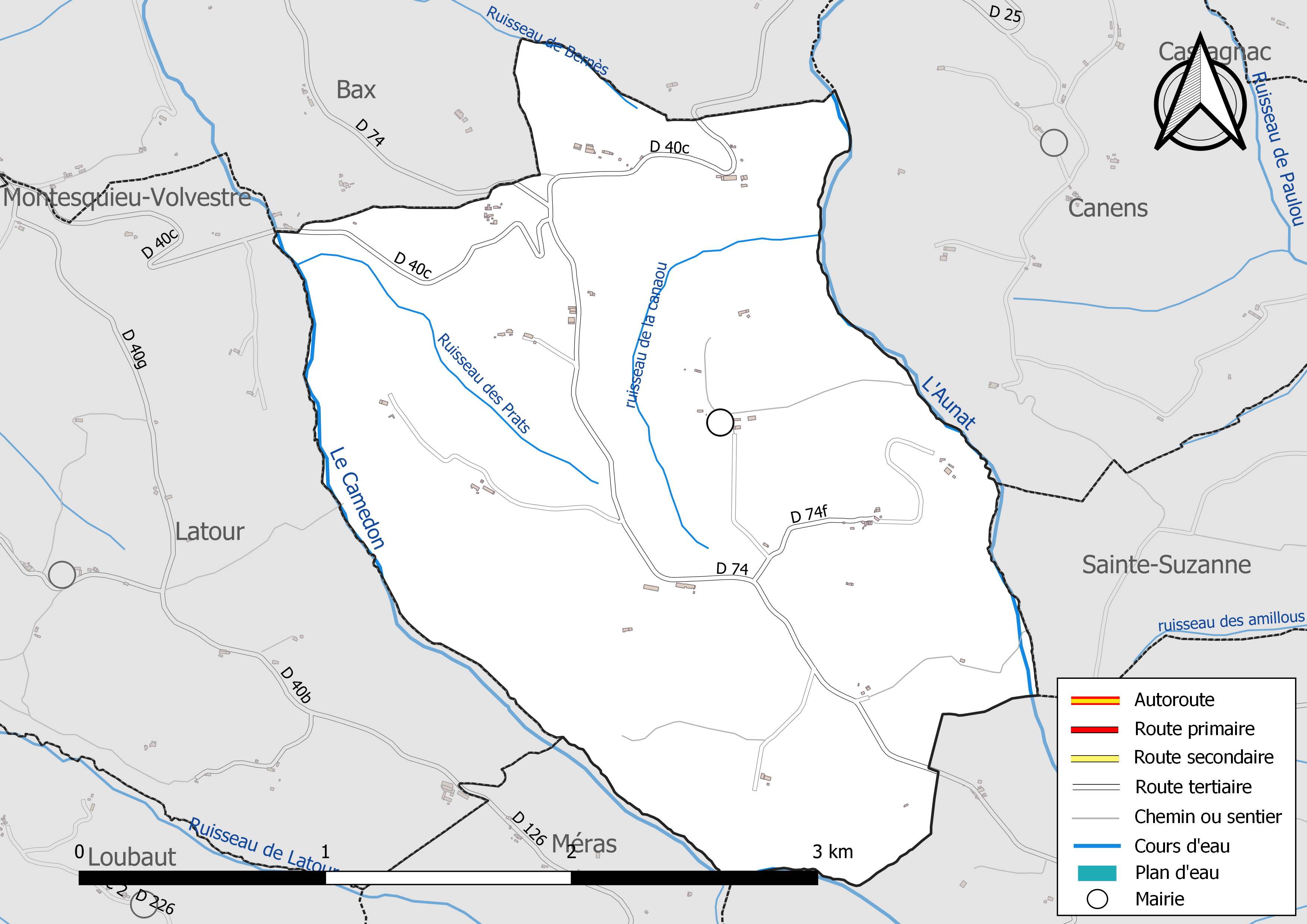
Réseaux hydrographique et routier de Lapeyrère.

La commune est pour partie dans le bassin de l'Adour et pour partie dans le bassin de la Garonne, au sein du bassin hydrographique Adour-Garonne. Elle est drainée par l'Aunat, le Camedon, le ruisseau de Bernès, le ruisseau de la canaou et le ruisseau des Prats, constituant un réseau hydrographique de 6 km de longueur totale,.
L'Aunat, d'une longueur totale de 21,7 km, prend sa source dans la commune de Sieuras (09) et s'écoule vers le nord. Il traverse la commune et se jette dans la Garonne à Montaut, après avoir traversé 13 communes.

### Climat
Pour des articles plus généraux, voir Climat de l'Occitanie et Climat de la Haute-Garonne.
En 2010, le climat de la commune est de type climat océanique altéré, selon une étude s'appuyant sur une série de données couvrant la période 1971-2000. En 2020, Météo-France publie une typologie des climats de la France métropolitaine dans laquelle la commune est toujours exposée à un climat océanique altéré et est dans la région climatique Aquitaine, Gascogne, caractérisée par une pluviométrie abondante au printemps, modérée en automne, un faible ensoleillement au printemps, un été chaud (19,5 °C), des vents faibles, des brouillards fréquents en automne et en hiver et des orages fréquents en été (15 à 20 jours).
Pour la période 1971-2000, la température annuelle moyenne est de 12,5 °C, avec une amplitude thermique annuelle de 15,5 °C. Le cumul annuel moyen de précipitations est de 841 mm, avec 9,6 jours de précipitations en janvier et 6 jours en juillet. Pour la période 1991-2020, la température moyenne annuelle observée sur la station météorologique la plus proche, située sur la commune de Palaminy à 20 km à vol d'oiseau, est de 13,2 °C et le cumul annuel moyen de précipitations est de 715,2 mm,. Pour l'avenir, les paramètres climatiques de la commune estimés pour 2050 selon différents scénarios d'émission de gaz à effet de serre sont consultables sur un site dédié publié par Météo-France en novembre 2022.

### Milieux naturels et biodiversité
Aucun espace naturel présentant un intérêt patrimonial n'est recensé sur la commune dans l'inventaire national du patrimoine naturel,,.

## Urbanisme

### Typologie
Au 1er janvier 2024, Lapeyrère est catégorisée commune rurale à habitat très dispersé, selon la nouvelle grille communale de densité à sept niveaux définie par l'Insee en 2022.
Elle est située hors unité urbaine. Par ailleurs la commune fait partie de l'aire d'attraction de Toulouse, dont elle est une commune de la couronne,. Cette aire, qui regroupe 527 communes, est catégorisée dans les aires de 700 000 habitants ou plus (hors Paris),.

### Occupation des sols
L'occupation des sols de la commune, telle qu'elle ressort de la base de données européenne d’occupation biophysique des sols Corine Land Cover (CLC), est marquée par l'importance des territoires agricoles (99,1 % en 2018), une proportion identique à celle de 1990 (99,1 %). La répartition détaillée en 2018 est la suivante : 
zones agricoles hétérogènes (59,2 %), prairies (39,9 %), forêts (0,9 %). L'évolution de l’occupation des sols de la commune et de ses infrastructures peut être observée sur les différentes représentations cartographiques du territoire : la carte de Cassini (XVIIIe siècle), la carte d'état-major (1820-1866) et les cartes ou photos aériennes de l'IGN pour la période actuelle (1950 à aujourd'hui).

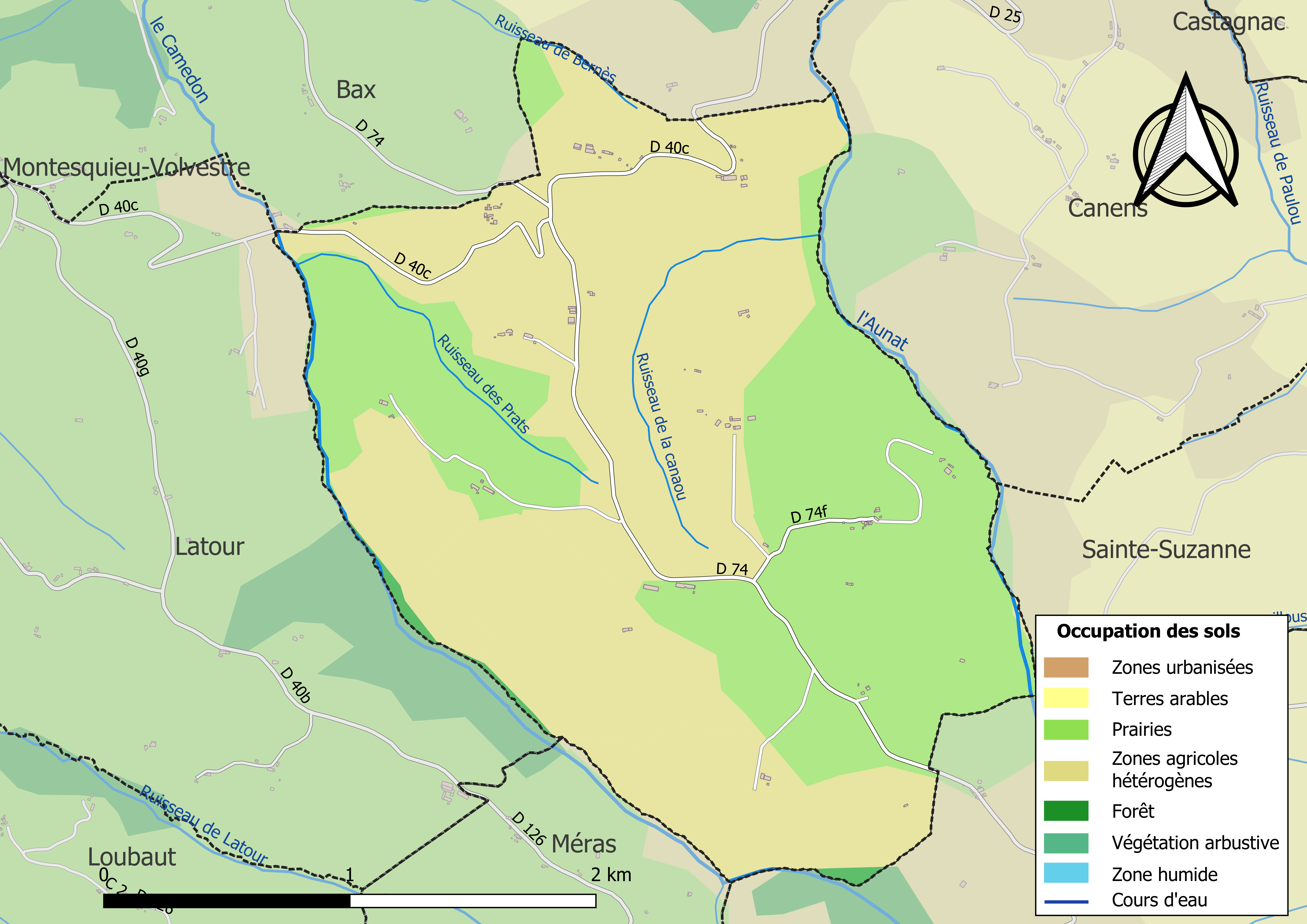
Carte des infrastructures et de l'occupation des sols de la commune en 2018 (CLC).

### Voies de communication et transports
Accès avec la route départementale D 74.

### Risques majeurs
Le territoire de la commune de Lapeyrère est vulnérable à différents aléas naturels : météorologiques (tempête, orage, neige, grand froid, canicule ou sécheresse) et séisme (sismicité faible). Un site publié par le BRGM permet d'évaluer simplement et rapidement les risques d'un bien localisé soit par son adresse soit par le numéro de sa parcelle.

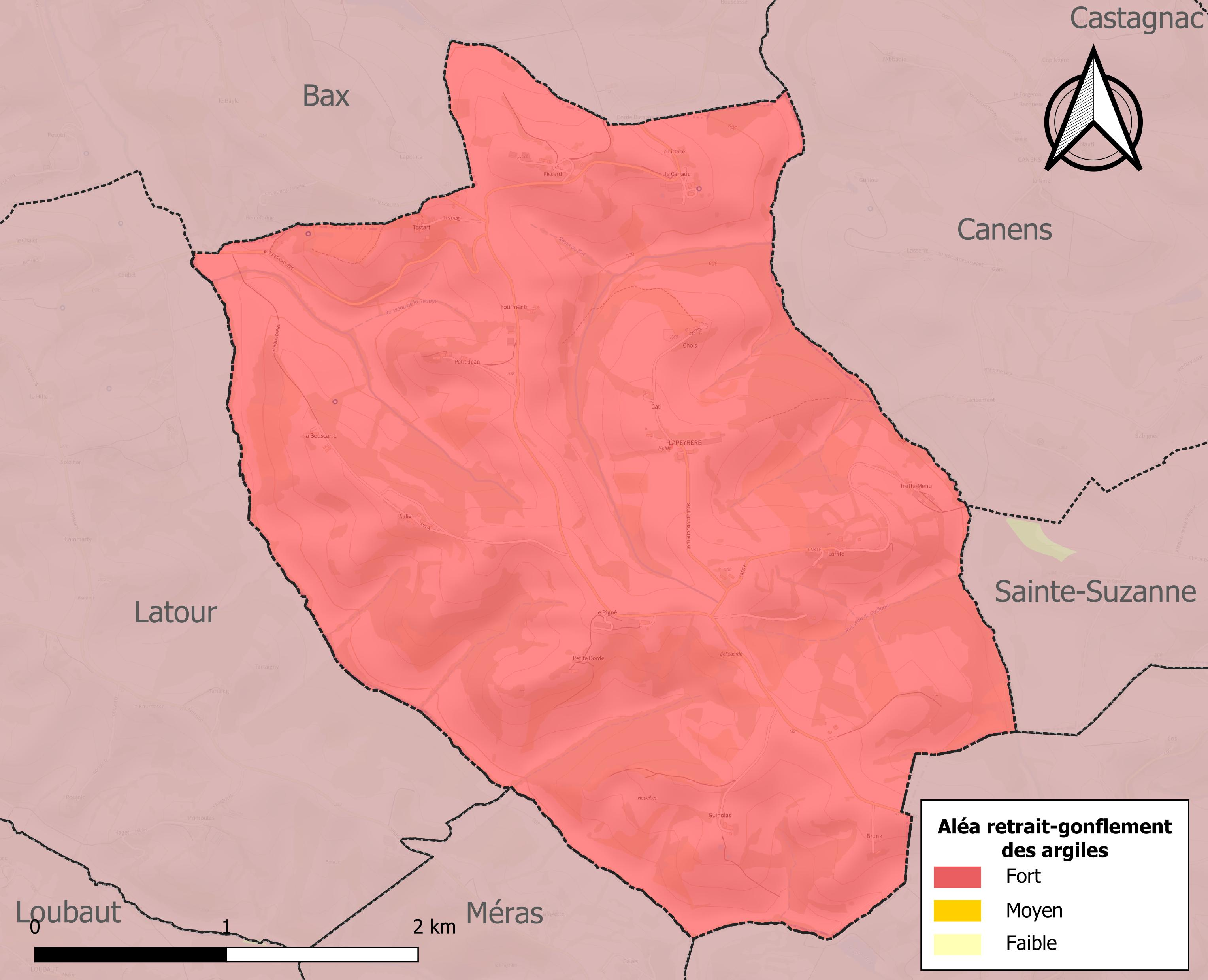
Carte des zones d'aléa retrait-gonflement des sols argileux de Lapeyrère.

Le retrait-gonflement des sols argileux est susceptible d'engendrer des dommages importants aux bâtiments en cas d’alternance de périodes de sécheresse et de pluie. La totalité de la commune est en aléa moyen ou fort (88,8 % au niveau départemental et 48,5 % au niveau national). Sur les 33 bâtiments dénombrés sur la commune en 2019, 33 sont en aléa moyen ou fort, soit 100 %, à comparer aux 98 % au niveau départemental et 54 % au niveau national. Une cartographie de l'exposition du territoire national au retrait gonflement des sols argileux est disponible sur le site du BRGM,.
Par ailleurs, afin de mieux appréhender le risque d’affaissement de terrain, l'inventaire national des cavités souterraines permet de localiser celles situées sur la commune.
Concernant les mouvements de terrains, la commune a été reconnue en état de catastrophe naturelle au titre des dommages causés par la sécheresse en 2003 et par des mouvements de terrain en 1999.

## Histoire
À partir du moyen Âge jusqu'à sa disparition en 1790 pendant la Révolution française, Lapeyrère faisait partie du diocèse de Rieux
Il existait manifestement un fief éponyme, puisque  :
- Guyon de Saint-Pastou, marié à Peyronne de Coret, est dit seigneur de Lapeyrère vers 1580.
- Jean de Saint-Pastou (vers 1570-1622) est dit seigneur de Lapeyrère, et sa fille :
- Anne de Saint-Pastou est dite dame et seule héritière de Lapeyrère lors de son mariage en 1624 avec François Deguilhem qui deviendra plus tard :
- François de Guilhem de Lapeyrère de Lacombe et qui est donc seigneur de Lapeyrère du chef de sa femme. Par ce mariage, le fief des Lapeyrère passa aux mains des Guilhem, et donc - après François - à son fils aîné :
- Bernard de Guilhem de Lacombe de Lapeyrère, puis au fils de ce dernier :
- Paul de Guilhem, puis au fils de ce dernier :
- Ignace de Guilhem, qui en était toujours seigneur en 1729.

Le blasonnement de cette famille des seigneurs de Lapeyrère issue de la famille de Saint Pastou était : bandé d'azur et d'argent.

## Politique et administration

### Administration municipale
Le nombre d'habitants au recensement de 2011 étant compris entre 0 et 99, le nombre de membres du conseil municipal pour l'élection de 2014 est de sept,.

### Rattachements administratifs et électoraux
Commune faisant partie de la septième circonscription de la Haute-Garonne de la communauté de communes du Volvestre et du canton d'Auterive (avant le redécoupage départemental de 2014, Lapeyrère faisait partie de l'ex-canton de Montesquieu-Volvestre).

### Liste des maires
| Période                                  | Période      | Identité       | Étiquette | Qualité  |
| ---------------------------------------- | ------------ | -------------- | --------- | -------- |
| mars 2001                                | 2008         | Roger Iriart   |           |          |
| mars 2008                                | juillet 2014 | Claude Valette |           |          |
| 2014                                     | octobre 2020 | José Carrasco  | SE        | Retraité |
| 2021                                     | En cours     | Carole Delor   |           |          |
| Les données manquantes sont à compléter. |              |                |           |          |

## Population et société

### Démographie
L'évolution du nombre d'habitants est connue à travers les recensements de la population effectués dans la commune depuis 1793. Pour les communes de moins de 10 000 habitants, une enquête de recensement portant sur toute la population est réalisée tous les cinq ans, les populations de référence des années intermédiaires étant quant à elles estimées par interpolation ou extrapolation. Pour la commune, le premier recensement exhaustif entrant dans le cadre du nouveau dispositif a été réalisé en 2005.

En 2022, la commune comptait 59 habitants, en évolution de −13,24 % par rapport à 2016 (Haute-Garonne : +8,02 %, France hors Mayotte : +2,11 %).
| 1793 | 1800 | 1806 | 1821 | 1831 | 1836 | 1841 | 1846 | 1851 |
| ---- | ---- | ---- | ---- | ---- | ---- | ---- | ---- | ---- |
| 265  | 259  | 309  | 265  | 302  | 319  | 343  | 326  | 337  |

| 1856 | 1861 | 1866 | 1872 | 1876 | 1881 | 1886 | 1891 | 1896 |
| ---- | ---- | ---- | ---- | ---- | ---- | ---- | ---- | ---- |
| 331  | 316  | 317  | 300  | 294  | 278  | 258  | 262  | 246  |

| 1901 | 1906 | 1911 | 1921 | 1926 | 1931 | 1936 | 1946 | 1954 |
| ---- | ---- | ---- | ---- | ---- | ---- | ---- | ---- | ---- |
| 239  | 242  | 224  | 183  | 168  | 140  | 133  | 115  | 106  |

| 1962 | 1968 | 1975 | 1982 | 1990 | 1999 | 2005 | 2006 | 2010 |
| ---- | ---- | ---- | ---- | ---- | ---- | ---- | ---- | ---- |
| 74   | 68   | 44   | 40   | 47   | 61   | 78   | 81   | 72   |

| 2015 | 2020 | 2022 | - | - | - | - | - | - |
| ---- | ---- | ---- | - | - | - | - | - | - |
| 69   | 63   | 59   | - | - | - | - | - | - |

| selon la population municipale des années : | 1968 | 1975 | 1982 | 1990 | 1999 | 2006 | 2009 | 2013 |
| Rang de la commune dans le département      | 452  | 553  | 550  | 548  | 501  | 502  | 514  | 523  |
| Nombre de communes du département           | 592  | 582  | 586  | 588  | 588  | 588  | 589  | 589  |

### Enseignement
Lapeyrère fait partie de l'académie de Toulouse.

### Activités sportives
Chasse,

### Écologie et recyclage
La collecte et le traitement des déchets des ménages et des déchets assimilés ainsi que la protection et la mise en valeur de l'environnement se font dans le cadre de la communauté de communes du Volvestre.

## Économie

### Emploi
|                | 2008   | 2013  | 2018   |
| -------------- | ------ | ----- | ------ |
| Commune        | 13,6 % | 9,3 % | 12,5 % |
| Département    | 7,7 %  | 9,6 % | 9,3 %  |
| France entière | 8,3 %  | 10 %  | 10 %   |

En 2018, la population âgée de 15 à 64 ans s'élève à 42 personnes, parmi lesquelles on compte 67,5 % d'actifs (55 % ayant un emploi et 12,5 % de chômeurs) et 32,5 % d'inactifs,. Depuis 2008, le taux de chômage communal (au sens du recensement) des 15-64 ans est supérieur à celui de la France et du département.
La commune fait partie de la couronne de l'aire d'attraction de Toulouse, du fait qu'au moins 15 % des actifs travaillent dans le pôle,. Elle compte 14 emplois en 2018, contre 12 en 2013 et 11 en 2008. Le nombre d'actifs ayant un emploi résidant dans la commune est de 26, soit un indicateur de concentration d'emploi de 54,9 % et un taux d'activité parmi les 15 ans ou plus de 51,7 %.
Sur ces 26 actifs de 15 ans ou plus ayant un emploi, 10 travaillent dans la commune, soit 40 % des habitants. Pour se rendre au travail, 56 % des habitants utilisent un véhicule personnel ou de fonction à quatre roues, 12 % les transports en commun, 16 % s'y rendent en deux-roues, à vélo ou à pied et 16 % n'ont pas besoin de transport (travail au domicile).

### Activités hors agriculture
8 établissements sont implantés  à Lapeyrère au 31 décembre 2019.
Le secteur des activités immobilières est prépondérant sur la commune puisqu'il représente 25 % du nombre total d'établissements de la commune (2 sur les 8 entreprises implantées  à Lapeyrère), contre 4,2 % au niveau départemental.

### Agriculture
|               | 1988 | 2000 | 2010 | 2020 |
| ------------- | ---- | ---- | ---- | ---- |
| Exploitations | 9    | 9    | 8    | 7    |
| SAU (ha)      | 644  | 758  | 837  | 620  |

La commune est dans le Volvestre, une petite région agricole localisée dans l'est du département de la Haute-Garonne, constituée de collines de terrefort à fortes pentes autrefois consacrées à l’élevage s’orientent aujourd’hui vers les grandes cultures. En 2020, l'orientation technico-économique de l'agriculture  sur la commune est la polyculture et/ou le polyélevage. Sept exploitations agricoles ayant leur siège dans la commune sont dénombrées lors du recensement agricole de 2020 (neuf en 1988). La superficie agricole utilisée est de 620 ha,,.

## Culture locale et patrimoine

### Lieux et monuments
- Église Notre-Dame de Lapeyrère

## Pour approfondir